# ماتيلدا كونيسا
ماتيلدا كونيسا فالس (مدريد ، 13 أبريل 1928 ، المرجع نفسه ، 29 مارس 2015)كانت ممثلة صوت إسبانية. بصوت عميق لا لبس فيه ، هو واحد من أكثر الشخصيات رمزية في تاريخ الراديو إسبانيا أكثر أعمالها التي لا تنسى هي صوت ماتيلدا في المسلسل الإذاعي Matilde و Perico y Periquín ، بالإضافة إلى صوت ليزا في ديفيد ، والجنوم والساحرة Avería في برنامج La bola de cristal ، بالإضافة إلى مهنة واسعة في الدبلجة.